# Omorurile alfabetice
Pentru un caz real din Rochester, New York din 1971, 1973, vezi Cazul omorurilor alfabetice (en)
Omorurile alfabetice (1965) (în engleză The Alphabet Murders) este un film thriller de mister care a fost regizat de Frank Tashlin după un scenariu de David Pursall și Jack Seddon bazat pe romanul Ucigașul ABC scris de Agatha Christie. În rolurile principale au interpretat actorii Tony Randall ca Hercule Poirot, Anita Ekberg și Robert Morley.
A avut premiera în august 1965 în Regatul Unit și la 17 mai 1966 în SUA, fiind distribuit de Metro-Goldwyn-Mayer. Coloana sonoră a fost compusă de Ron Goodwin. Director de imagine a fost Desmond Dickinson.
Margaret Rutherford reinterpretează (într-o apariție cameo) rolul Miss Marple, după cele din filmele regizate de George Pollock, Verdict: Crimă! (1961), Crimă la galop (1963), Crimă în culise (1964) și Crimă pe mare (1964). De asemenea, nemenționat, apare și Stringer Davis, soțul real al actriței Margaret Rutherford.

## Rezumat
Albert Aachen, un clovn cu un număr artistic unic de scufundare, este găsit mort, arma crimei se întâmplă să fie o săgeată otrăvitoare. Când o femeie pe nume Betty Barnard devine următoarea victimă, detectivul Hercule Poirot suspectează că Sir Carmichael Clarke ar putea fi în pericol grav.
Pe măsură ce Poirot și Căpitanul Hastings analizează crimele, o femeie frumoasă cu o monogramă interesantă pe nume Amanda Beatrice Cross devine punctul central al investigației lor, cel puțin până când ea va sări în Tamisa.

## Distribuție
Au interpretat actorii:
- Tony Randall - Hercule Poirot
- Anita Ekberg - Amanda
- Robert Morley - Captain Hastings
- Maurice Denham - Inspector Japp
- Guy Rolfe - Duncan Doncaster
- Sheila Allen - Lady Diane
- James Villiers - Franklin
- Julian Glover - Don Fortune
- Grazina Frame - Betty Barnard
- Clive Morton - 'X'

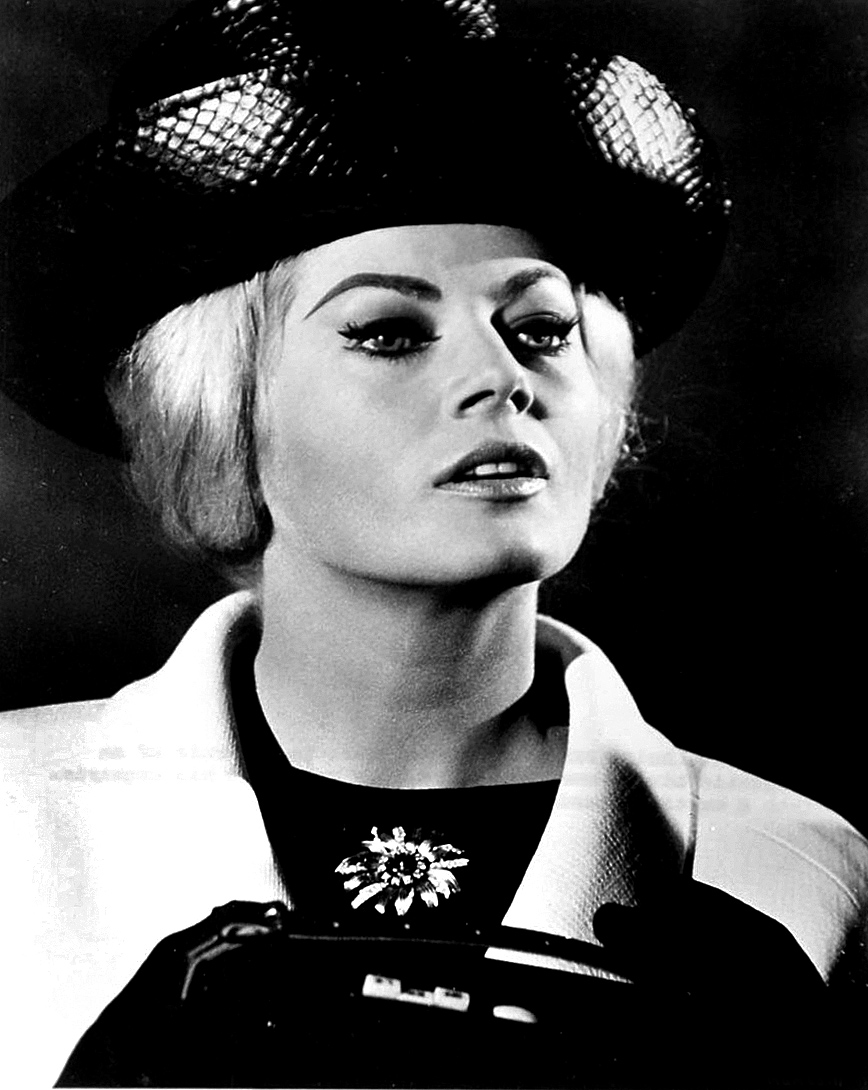
Anita Ekberg în 1965

- Cyril Luckham - Sir Carmichael Clarke
- Richard Wattis as	Wolf
- David Lodge - Sergeant
- Patrick Newell - Cracknell
- Austin Trevor - Judson
- Windsor Davies - Dragbot
- Drewe Henley - Bowling Alley Attendant
- Sheila Reid - Mrs. Fortune
- Margaret Rutherford - Miss Marple
- Stringer Davis - Mr. Stringer.

Austin Trevor, ca majordomul Judson în acest film, a mai jucat în trei filme britanice ca Hercule Poirot la începutul anilor 1930: Alibi (1931), Black Coffee (1931) și Lord Edgware Dies (1934).